# حصص الحدائق

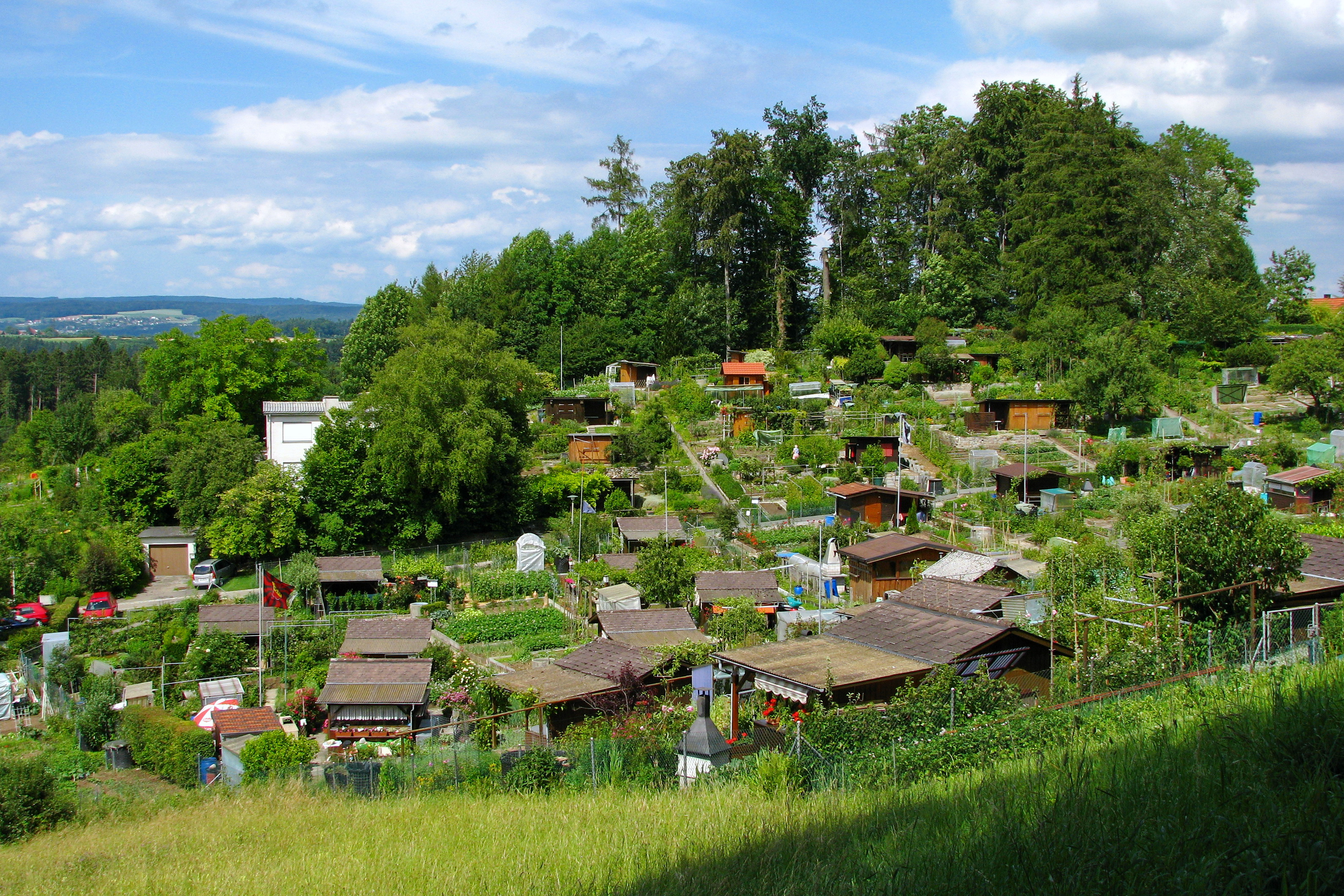

تعد حصص الحدائق أو الحدائق المحصَّصة، التي يطلق عليها في كثير من الأحيان مجرد كلمة تحصيص، أو الحديقة المجتمعية (في أمريكا الشمالية)، عبارة عن قطعةَ أرض متاحة للبستنة الفردية أو غير التجارية أو لزراعة النباتات الغذائية المتنامية. يتم تتشكيل هذه الأراضي من خلال تقسيم قطعة من الأرض إلى عدد قليل أو ما يصل إلى عدة مئات من العقارات الأرضية المخصصة للأفراد أو الأسر. تُزرع هذه الأراضي بشكلٍ فردي، على عكس أنواع حدائق المجتمع الأخرى إذحيث تُزرع المنطقة بأكملها بشكلٍ  جماعي من قبل مجموعة من الناس. في البلدان التي لا تستخدم مصطلح «حصص الحدائق»، قد تشير «الحديقة المجتمعية» إلى قطع صغيرة من الحدائق الفردية الكبيرة المزروعة جماعيًا من قبل مجموعة من الأشخاص. ما يزال مصطلح «حديقة النصر» مستخدمًا أحيانًا، خاصةً إذا كانت الحديقة تعود لفترة الحرب العالمية الأولى أو الثانية.
يتناسب الحجم الفردي لقطعة الأرض مع احتياجات الأسرة عادةً، وغالبًا ما تتضمن هذه الأراضي سقيفة للأدوات ومأوى، وفي بعض الأحيان كوخًا للإقامة الموسمية أو في عطلة نهاية الأسبوع. تنظّم الحدائق الفردية عادة في جمعية تحصيص الحدائق، التي تؤجّر أو تمنح الأرض من مالك قد يُمثل كيانًا عامًا أو خاصًا أو كنسيًا، والذي يشترط عادةً أن تُستخدم للبستنة فقط (أي لزراعة الخضروات والفواكه والزهور)، ولكن ليس للأغراض السكنية الدائمة (وهذا مطلوب أيضًا بموجب قوانين تقسيم المناطق). يتعين على البستانيين دفع رسوم صغيرة لعضويتهم في الجمعية، ويجب عليهم الالتزام بالدستور والقوانين ذات الصلة. ومع ذلك، فإن العضوية تمنحهم بعض الحقوق الديمقراطية.

## الوظائف الاجتماعية والثقافية والاقتصادية
يصف الركن الدولي للأرض والحدائق العائلية، الذي يتخذ من لوكسمبورغ مقرًا له ويمثل ثلاثة ملايين من البستانيين الأوروبيين المحصصين منذ عام 1926، الوظائف الاجتماعية والثقافية والاقتصادية لتحصيص الحدائق بأنها توفر نوعية حياة أفضل، وهواية ممتعة ومربحة، والاسترخاء والتواصل مع الطبيعة. بالنسبة للأطفال، توفر الحدائق أماكن للعب والتعرف على الطبيعة، بينما بالنسبة للعاطلين عن العمل، فهي تُشعرهم بأنهم يقومون بشيء مفيد بالإضافة لتوفير طعام منخفض الكُلفة. بالنسبة للمسنين والمعوقين، توفر الحدائق فرصة للتعرف على أشخاص جُدد، والمشاركة في نشاطات مع أشخاص ذوي فكر مشابه، وتجربة أنشطة جديدة مثل الزراعة والحصاد.

## حول العالم

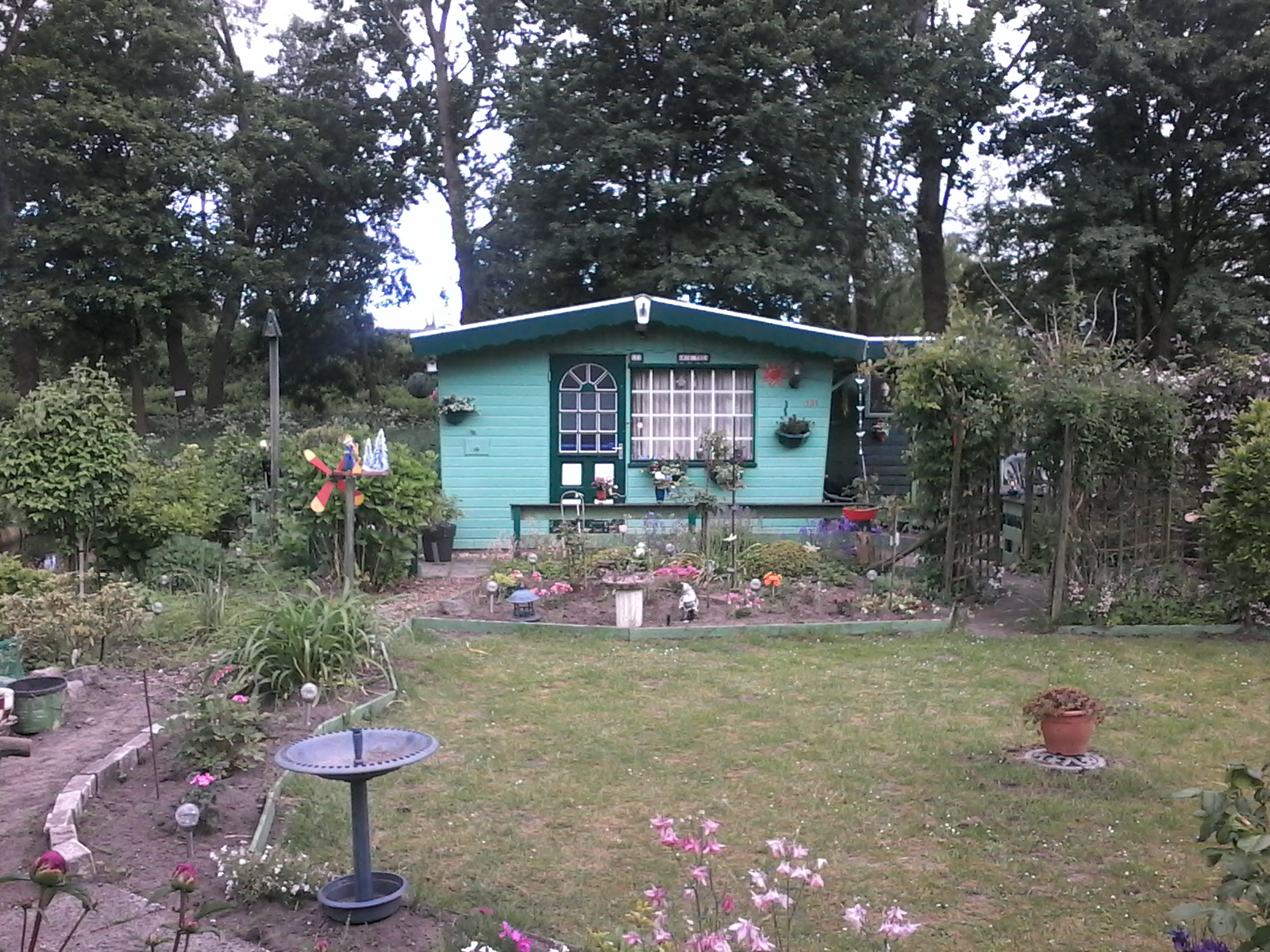
تخصيص حديقة روتردام

### النمسا
أُنشئت أول حديقة محصصة في بوركرسدورف 1905.

### كندا
في فانكوفر، تورنتو، كالجار، مونتريال، أوتاوا، يُطلق على الحدائق المحصصة اسم الحدائق المجتمعية.

### تشيكوسلوفاكيا
كان تحصيص الحدائق مُنتشرًا على نطاق واسع في تشيكوسلوفاكيا القديمة في ظل النظام الشيوعي. فقد أعطى الناس الذين كانوا يسكنون في المباني السكنية الجاهزة في الضواحي -التي تسمى باناليكي باللغة التشيكية- فرصة للهروب من فوضى المدينة والتلوث والهندسة المعمارية الخرسانية. كانت بيوت العطلات والحدائق تُمثل الشكل الوحيد المسموح به لاستثمار المدخرات للمواطنين العاديين من الطبقة المتوسطة.

### الدنمارك
في عام 1778، وُضعت قطع الأراضي خارج تحصينات بلدة فريديريسيا للحدائق المحصصة، ووفقًا لمخطط التعميم الصادر عام 1828 عن المستشارة الملكية، فقد أُسست الحدائق المحصصة في العديد من المدن.
شكلت مبادرة خاصة أول جمعية دنماركية لتحصيص الحدائق في ألبورغ في عام 1884 وفي كوبنهاغن. أسست جمعية تسمى «حماية العمال» الحدائق المحصصة الأولى في العاصمة الدنماركية في عام 1891، ومنذ ذلك الحين امتدت هذه الحدائق إلى معظم البلدات الدنماركية.
في عام 1904، كان هناك حوالي 20000 حديقة محصصة في الدنمارك. 6000 منها كانت في كوبنهاغن. خلال فترة ما بين الحربين العالميتين، زاد عدد الحدائق المحصصة بسرعة. في عام 2001، قُدر عدد الحدائق المحصصة بحوالي 62120 حديقة.
في عام 1908، شكلت 20 جمعية لتحصيص الحدائق في كوبنهاغن اتحاد الحدائق المحصصة الذي وُسّع في عام 1914 ليشمل جميع أنحاء الدنمارك. تأسس اتحاد الحدائق المحصصة للتفاوض على مزيد من الصفقات المناسبة مع الدولة والبلديات التي استأجرت رابطات التحصيص الأراضي منها. يمثل الاتحاد اليوم حوالي 400 جمعية للتحصيص في 75 بلدية.
امتدت التقاليد الدنماركية لحصص الحدائق لاحقًا إلى دول الشمال الأخرى: السويد أولًا، ثم النرويج وفنلندا.
توجد معظم الحدائق المحصصة اليوم على أراضٍ تملكها البلدية التي تؤجر الأرض إلى جمعيات التحصيص. تمنح الرابطة بدورها كل عضو قطعة أرض. للحفاظ على الحدائق المحصصة، باعتبارها شيئًا متاحًا لجميع أنواع الأشخاص، فإن رسوم العضوية هي أقل بكثير من سعر السوق. ونظرًا لأن أراضي التحصيص توجد غالبًا على قطع أراضٍ جذابة، فقد أدى ذلك إلى تراكم قوائم انتظار طويلة للعضوية في العديد من جمعيات تحصيص الحدائق.
على الرغم من أنّ الغرض الرئيسي من التحصيص هو البستنة، فإن معظم الحدائق المحصصة لها جناح سكني مدمج بها. يمكن أن يتراوح حجم هذه الأجنحة من حجم مقطورة سكة حديد قديمة أعيد بناؤها حتر منزل صيفي صغير. يتعلق كثير من الناس بحدائقهم لدرجة أنهم يعيشون فيها طوال الصيف. ومع ذلك، في معظم الحالات، لا يُسمح للأعضاء بالعيش هناك طوال العام.

### فنلندا
يُعد اتحاد الحدائق المحصصة الفنلندية منظمة غير ربحية تدعم بستانيّي التحصيص وتربطهم بهذه الحدائق وببعضهم البعض. أُنشئت أول حديقة محصصة في عام 1916 في تامبيري، ويوجد اليوم نحو 30 جمعية تحصيص في جميع أنحاء فنلندا تتكون من حوالي 3700 بستاني.

### فرنسا
في العديد من المناطق في فرنسا، عندما تكون هناك حدائق محصصة، فإنها تقع في مناطق هامشية (حواف الطرق السريعة والسكك الحديدية والمجمعات الصناعية ...) وتكون غير مناسبة للاستخدامات الأخرى. تعاني هذه الأماكن من ضعف إمكانية الوصول إليها، وقد لا تكون آمنة، وتفتقر غالبًا إلى إمدادات المياه، ولا تتمتع بالحماية من المعاملات العقارية.

### ألمانيا
يرتبط تاريخ حصص الحدائق في ألمانيا ارتباطًا وثيقًا بفترة التصنيع والتحضر في أوروبا خلال القرن التاسع عشر، عندما هاجر عدد كبير من الناس من المناطق الريفية إلى المدن بحثًا عن عمل وحياة أفضل. في كثير من الأحيان، كانت هذه الأسر تعيش في ظروف سيئة للغاية في مساكن غير لائقة وتعاني من سوء التغذية وغير ذلك من أشكال الإهمال الاجتماعي. لتحسين وضعهم العام والسماح لهم بزراعة طعامهم، وفرت إدارات المدن أو الكنائس أو أرباب عملهم أماكن مفتوحة لأغراض البستنة. كانت تسمى في البداية «حدائق الفقراء».
وصلت فكرة حصص الحدائق المنظمة إلى ذروتها الأولى بعد عام 1864، عندما بدأت «حركة شريبر» المزعومة في مدينة لايبزيغ في ساكسونيا. قررت مبادرة عامة استئجار مناطق داخل المدينة، بهدف تمكين الأطفال من اللعب في بيئة صحية والانسجام مع الطبيعة. في وقت لاحق، شملت هذه المناطق حدائق فعلية للأطفال، ولكن سرعان ما اتجه البالغون نحو تولي أمور هذه الحدائق وحراثتها. أصبح هذا النوع من البستنة شائعًا أيضًا في الدول الأوروبية الأخرى، الدول الإسبانية الألمانية مثل النمسا (وتبعياتها)، وهولندا وسويسرا. في البلدان الناطقة بالألمانية، تُعرف حصص الحدائق وفقًا لذلك باسم «شريبرغاردين» التي تعني حرفيًا «حدائق شريبر». هناك مصطلح آخر شائع هو «كلاينغاردين» أي «الحدائق الصغيرة».
أصبح جانب الأمن الغذائي الذي توفره حصص الحدائق واضحًا بشكل خاص خلال الحربين العالميتين الأولى والثانية. كانت الحالة الاجتماعية والاقتصادية بائسة للغاية، خاصة فيم ا يتعلق بالحالة الغذائية لسكان المدن. عُزلت العديد من المدن عن المناطق النائية الريفية، ولم تعد المنتجات الزراعية تصل إلى أسواق المدن أو كانت تُباع بأسعار مرتفعة للغاية في السوق السوداء. وبالتالي، أصبح إنتاج الأغذية داخل المدن، وخاصة إنتاج الفاكهة والخضروات في الحدائق المنزلية والحدائق المحصصة، ضروريًا للبقاء على قيد الحياة. كانت أهمية حصص الحدائق للأمن الغذائي واضحة لدرجة أنه في عام 1919، أي بعد عام واحد من نهاية الحرب العالمية الأولى، صدر أول تشريع لتحصيص الحدائق في ألمانيا. وفّر «قانون الحدائق الصغيرة والأراضي الصغيرة للإيجار» الأمن في حيازة الأراضي ورسوم التأجير الثابتة. في عام 1983، عُدّل هذا القانون بموجب قانون حصص الحدائق الفيدرالي. واليوم، ما يزال هناك حوالي 1.4 مليون حديقة محصصة في ألمانيا تغطي مساحة 470 كيلومترًا مربعًا (180 ميلًا مربعًا). يوجد في برلين وحدها 833 مجمّع حدائق محصصة.